# Cyphonococcus furvus
Cyphonococcus furvus är en insektsart som beskrevs av Jennifer M. Cox 1987. Cyphonococcus furvus ingår i släktet Cyphonococcus och familjen ullsköldlöss. Inga underarter finns listade i Catalogue of Life.